# باور آکوستیک
«باور آکوستیک» (به انگلیسی: Believe Acoustic) آلبومی از هنرمند اهل کانادا جاستین بیبر است.
این آلبوم در چارت‌های اسپانیا در رتبه اول و در چارت‌های هلند، استرالیا، ایتالیا، والونیا، پرتغال، دانمارک، لهستان، سوئد، فرانسه، اتریش، فلاندرز، ایرلند، سوئیس، نیوزلند، جزو ده آلبوم اول قرار گرفت.